# 독일 유랑극단

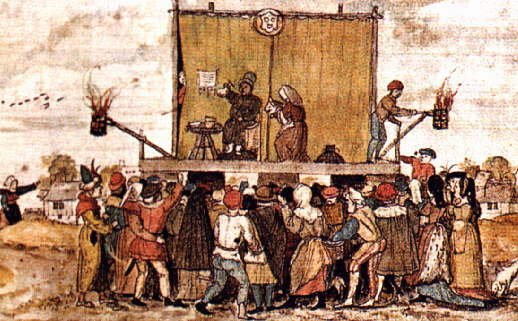

유랑극단(독일어: Wanderbühne 반더뷔네[*])은 중근세 독일어권에서, 왕실이나 공후들의 궁중극단(Hoftheatern)과 대조되는 의미에서, 재정적으로 독립적이었으나 자기들만의 극장을 따로 가지지 못한 유랑극단을 말한다.
유랑극단은 소극(笑劇, farce), 궁정 비극과 오페라의 우스꽝스러운 패러디(travesty)를 공연하며 서민들에게 오락을 제공했다. 이런 유랑극단들은 18세기 들어서 쇠퇴하기 시작했으나, 완전히 명맥이 끊어진 것은 19세기 이후였다.

## 같이 보기
- 연극의 역사